# Fanny Riberot
Fanny Riberot (Agen, Òlt i Garona, 17 de març de 1983) és una ciclista francesa, que fou professional del 2006 al 2016.

## Palmarès
- 2006
  - 1a al Cholet-Pays de Loire Dames
- 2008
  - Vencedora d'una etapa al Tour del Charente Marítim